# Der Einstein des Sex
Der Einstein des Sex – Leben und Werk des Dr. Magnus Hirschfeld és una pel·lícula alemanya de Rosa von Praunheim de 1999, que relata la història del metge, sexòleg i precursor Magnus Hirschfeld, basat en fets reals. Amb un pressupost de 1,8 milions de marcs, és considerada una pel·lícula de baix pressupost. Es va estrenar en les pantalles de cinema el 9 de març del 2000.
El mateix Rosa von Praunheim va comentar sobre la pel·lícula: «A alguns els decebrà que en la pel·lícula es conti una història amb personatges interessants, en la qual es pot plorar al final. Volia que la figura històrica del pare del moviment gai fos presa de debò i que la història dels costums de fi de segle resultin creïbles. Espero que la meva pel·lícula contribueixi al fet que el nom de Hirschfeld torni a guanyar fama i que els nazis, que van fer tot el possible perquè el seu nom s'oblidés, no tinguin raó.»

## Argument
Magnus Hirschfeld estudia medicina juntament amb el seu germà de criança Richard. Les opinions de tots dos se segueixen camins diferents durant l'estudi. Mentre que Richard adopta els ensenyaments convencionals, Magnus s'oposa a la condemna generalitzada de la homosexualitat com a malaltia i contra natura. Després que rebutgés a un jove oficial, que havia acudit a ell en ajuda, i se suïcidés a causa del seu amor prohibit per un home, Magnus decideix dedicar-se a la sexologia. Procura no correspondre l'amor del seu col·laborador, el baró Hermann von Teschenberg, per no posar en perill la seva carrera.
Hirschfeld va fundar el Comitè Científic Humanitari per a lluitar contra el Paràgraf 175 del Codi Penal alemany, que criminalitzava l'homosexualitat. Durant el seu treball amb travestits coneix a Dorchen, que ha perdut el seu treball degut a la seva tendència i a qui dona treball com a assistenta de la llar. El seu treball és criticat, entre d'altres, per l'editor de la primera revista gai, Adolf Brand, que rebutja la teoria secundada per Magnus del comportament «femení».
Durant la Primera Guerra Mundial va treballar com a metge en un hospital militar. Després de la Guerra, funda l'Institut für Sexualwissenschaft. Després d'una conferència a Múnic és atacat per «agitadors populars» i ferit de gravetat. L'estudiant Karl Giese acudeix en la seva ajuda. Giese es convertiria més tard en col·laborador i amant de Hirschfeld. Convidat pel govern de l'URSS, Hirschfeld viatja a Moscou i Leningrad; en 1931 li segueix un viatge al voltant del món pels Estats Units, Àsia i Orient. Durant el viatge coneix a Li Shiu Tong, que es convertiria en la seva nova parella.
Durant aquest temps, arriben en posar a Alemanya els nacionalsocialistes. Magnus fuig a l'exili a França i veu en les notícies en un cinema de París com l'obra de la seva vida, l'Institut für Sexualwissenschaft, és destruït pels nazis.

## Crítica
La revista Kultur Spiegel va comentar sobre la pel·lícula: «Ràpida pujada i ràpid dolor, furor polític i desastre privat, comptat de forma alegrement convencional amb el fons polític de la República de Weimar – un àlbum de poesia del sentit de la decència.»
El film-dienst va ser més negatiu: «Un intent encomiable, que fins al moment ha resultat ser realment diletant».